# Alberto Zozaya
Alberto Maximo Zozaya (født 13. april 1908, død 17. februar 1981) var en argentinsk fodboldspiller (angriber) og -træner.
Han spillede som aktiv for Estudiantes, med korte ophold hos Racing Club og uruguayanske Bella Vista. I 1931 blev han topscorer i den argentinske liga.
Zozaya spillede også ni kampe og scorede otte mål for Argentinas landshold. Han hjalp med flere scoringer holdet til at vinde det sydamerikanske mesterskab i 1937.
Efter sit karrierestop var Zozaya desuden træner, både for sin gamle klub Estudiantes, og for portugisiske SL Benfica.

## Titler
Sydamerika-Mesterskabet (Copa América)
- 1937 med Argentina